# Сеттерстрём, Нильс
Нильс Эрик Ульф Сеттерстрём (швед. Nils Erik Ulf Zätterström; род. 29 марта 2005, Мальмё) — шведский футболист, защитник «Мальмё».

## Клубная карьера
Начинал заниматься футболом в «Лимхамн Бункефло». В 8-летнем возрасте перешёл в школу «Мальмё», где прошёл путь через все юношеские и молодёжные команды. В начале 2024 года стал привлекаться к тренировкам основной команды и предсезонным товарищеским матчам. 24 февраля провёл свою первую официальную игру за основной состав на групповом этапе кубка страны с «Лулео», выйдя в стартовом составе. 12 марта подписал с клубом профессиональный контракт, рассчитанный на пять лет. 25 мая во встрече с «Кальмаром» дебютировал в чемпионате Швеции, появившись на поле на 75-й минуте вместо Лассе Йонсена.

## Карьера в сборной
Выступал за юношеские сборные Швеции различных возрастов. В марте 2024 года впервые получил вызов в молодёжную сборную Швеции на игры с Кипром и Северной Македонией, но получил травму руки, в результате чего был вынужден пропустить несколько недель.

## Клубная статистика
| Выступление      | Выступление      | Выступление      | Лига | Лига | Кубки | Кубки | Конт. кубки | Конт. кубки | Итого | Итого |
| Клуб             | Лига             | Сезон            | Игры | Голы | Игры  | Голы  | Игры        | Голы        | Игры  | Голы  |
| ---------------- | ---------------- | ---------------- | ---- | ---- | ----- | ----- | ----------- | ----------- | ----- | ----- |
| Мальмё           | Алльсвенскан     | 2024             | 1    | 0    | 2     | 0     | 0           | 0           | 3     | 0     |
| Мальмё           | Итого            | Итого            | 1    | 0    | 2     | 0     | 0           | 0           | 3     | 0     |
| Всего за карьеру | Всего за карьеру | Всего за карьеру | 1    | 0    | 2     | 0     | 0           | 0           | 3     | 0     |